# Ari Wibowo
Arianto Wibowo, artísticamente conocido como Ari Wibowo (Berlín, Alemania; 26 de diciembre de 1970), es un actor, cantante y modelo indonesio, que comenzó su carrera a trabajar como modelo para la empresa fotográfica peragawan. Es hermano menor de la actriz Ira Wibowo, con quien también se ha sumado a un grupo musical Cool Colours, junto a Ari Sihasale, Surya Saputra, y Yahya Johandy, mientras era sustituido por Ryan Teuku en  posición en el grupo. Tiene el título deportivo en cinturón rojo en taekwondo, disciplina que lo ha llevado también a las telenovelas como un artista marcial como en Deru polvo y Jackie.

## Filmografía
- "Valentine" (1989)
- "Pengantin" (1990)
- "Aku Rindu" (1991)
- "Pesta" (1992)
- "Si Manis Jembatan Ancol" (1993)
- "Sepuluh" (2009)
- "Andartu Terlampau...21 Hari Mencari Suami" (2010) (film Malaysia)

## Sinetron
- "Keluarga Van Danoe"
- "Deru Debu"
- "Jacky"
- "Impian Dewata"
- "Badai Pasti Berlalu"
- "Terlanjur Sayang"
- "Perjalanan"
- "Tersanjung 1"
- "Tersanjung 2"
- "Janji Hati"
- "Dewi Nirmala 7"
- "Darah & Cinta 1"
- "Darah & Cinta 2"
- "Harga Diri 1"
- "Harga Diri 2"
- "Cinta Berkalang Noda"
- "Dia"
- "Seandainya"
- "Rahasiaku"
- "Aku Bukan Aku"
- "Suami Dan Suamiku"
- "Putri (sinetron)"

"Mawar Melati

## Álbum
- Satu Yang Pasti (1999) bersama Cool Colours

## Anuncios
- Minak Djinggo International
- Ovale Maskulin
- Fatigon